# Chonspråk

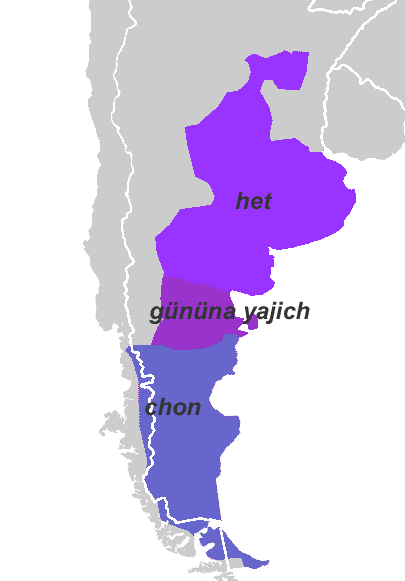
Regionen (i mörkt blått) där chonspråk talas i.

Chonspråk är en liten språkfamilj som placeras sig i Sydamerikas södra delar, i Argentina och Chile. Relationer med språken i familjen är dock fortfarande oklara.
Språkfamiljen delas geografiskt i två undergrupper:
- Skärgårdschonspråk
  - Ona
  - Haush
- Fastländska chonspråk 
  - Tehuelche
  - Teushen